# Oproer in New York
Oproer in New York is het 45ste album uit de stripreeks De Blauwbloezen. Het werd getekend door Willy Lambil en het scenario werd geschreven door Raoul Cauvin. Het album werd uitgegeven in 2002.

## Verhaal
Blutch en Sgt.Chesterfield zijn in New York om te helpen bij het rekruteren van soldaten voor de unie. Bij de inschrijving loopt het al gauw mis, mede omdat niemand wil, en dat er een regel bestaat dat als er een burger zich vrij kan kopen met 300 dollar van dienstplicht vrijgesproken wordt. Als deze kwestie zich voordoet zijn dat de eerste tekenen voor een opstand. Blutch, Chesterfield en medesoldaten maken zich uit de voeten, de opstand neemt grotere vormen aan en de opstandelingen vernielen alles op hun route langs 5th Avenue tot aan Wall Street, huizen worden in brand gestoken en winkels vernield, dit gebeurt onder leiding van de Ier Patrick Merry. Ondertussen hebben Blutch en Chesterfield zich in burgerkleding gestoken en zich aangesloten bij de opstandelingen, volgens Chesterfield om erger te voorkomen, maar de zaak wordt alleen maar verergerd. Generaal Meade krijgt de opdracht van president Lincoln om de opstand tegen te houden, in Main Street volgt de confrontatie en de opstandelingen hebben dit keer de keuze om de gevangenis in te gaan of het leger te dienen. Blutch en Chesterfield moeten op komische wijze hun meerderen zien te overtuigen dat ze eigenlijk niet bij de opstandelingen hoorden.

## Personages in het album
- Blutch
- Sgt. Chesterfield
- Patrick Merry, leider van de opstandelingen
- Generaal Meade, deze moest de opstand de kop indrukken
- President Lincoln
- Generaal Alexander

## Achtergrond
Net als de meeste verhalen van de Blauwbloezen, is dit verhaal ook gedeeltelijk gebaseerd op een waargebeurde opstand, deze stond bekend als de Dienstplichtrellen in New York die drie dagen duurden. Patrick Merry werd als een van de leiders genoemd en diverse kranten zoals The Times waren het doelwit voor hun acties.